# Berger (családnév)
A Berger német és francia családnév. Német jelentése hegyi, francia jelentése pásztor. Németországban az 51. Franciaországban a 106. leggyakoribb családnév.

## Híres Berger nevű személyek
Magyar személyek
- Berger Brúnó (1785–1863 után) magyar származású izraelita tudós
- Berger Ferenc (1828–1919) zsidó-származású magyar orvos
- Berger Gyula (1848–1929 után) zsidó-származású magyar hegedűművész
- Berger Illés (1562–1644) magyar királyi történetíró
- Berger János (1792–1848) magyar katolikus pap
- Berger József (1978) magyar nemzeti labdarúgó-játékvezető
- Berger Károly Lajos (1869–1913) magyar mezőgazdasági tanár, szakíró

Külföldi személyek
- Alwin Berger (1871–1931) német botanikus
- Gerhard Berger (1959) osztrák autóversenyző
- Helmut Berger (1944) osztrák színész
- Helmut Berger (1949) osztrák színész, filmrendező, forgatókönyvíró
- Johann Berger (1768–1864) magyar-osztrák császári táborszernagy
- Johann Nepomuk Berger (1816–1870) osztrák liberális politikus
- John Berger (1926–2017) angol regényíró, költő, műkritikus, festő
- Lars Berger (1979) norvég sílövő és sífutó
- Mike Berger (1967) kanadai profi jégkorongozó
- Patrik Berger (1973) cseh labdarúgó
- Peter Ludwig Berger (1929–2017) osztrák-születésű amerikai szociológus, lutheránus teológus
- Senta Berger (1941) osztrák színésznő
- Tora Berger (1981) norvég olimpiai bajnok sílövő